# وولف كالر
وولف كالر (بالألمانية: Wolf Kahler)‏ (و. 1940 – م) هو ممثل، وممثل تعبيري من ألمانيا. ولد في كيل.

## وصلات خارجية
- وولف كالر على موقع IMDb (الإنجليزية)
- وولف كالر على موقع ألو سيني (الفرنسية)
- وولف كالر على موقع ميوزك برينز (الإنجليزية)
- وولف كالر على موقع أول موفي (الإنجليزية)
- وولف كالر على موقع قاعدة بيانات الأفلام السويدية (السويدية)
- وولف كالر على موقع قاعدة بيانات الفيلم (الإنجليزية)
- وولف كالر على موقع كينوبويسك (الروسية)